# V779 Centauri
Désignations
V779 Centauri (en abrégé V779 Cen) est une étoile variable de la constellation australe du Centaure. Il s’agit d’une binaire X à forte masse dont les deux composantes sont Centaurus X-3 (en abrégé Cen X-3) et l’étoile de Krzemiński.

## CentaurusX-3
Centaurus X-3 est observé pour la première fois, en mai 1967, par Chodil et al. . Il est ensuite observé par Cooke et Pounds, d'abord en juin et en mai 1968, puis en avril 1969. Son émission périodique de rayons X n’est détectée qu'en 1971 par Giacconi et al., faisant de lui la troisième source de rayons X connue dans la constellation du Centaure après NP 0532 et Cygnus X-1[Quoi ?], et surtout le premier pulsar X connu.

## Étoile de Krzemiński
L’étoile de Krzemiński est une étoile évoluée, ainsi désignée en l'honneur de Wojciech Krzemiński (en), l’astronome polonais qui l’a identifiée en 1974.